# Winslow (Arizona)
Winslow és una ciutat del Comtat de Navajo a l'estat d'Arizona. Segons el cens del 2007 tenia 9.832 habitants.

## Demografia
Segons el cens del 2000, Winslow tenia 9.520 habitants, 2.754 habitatges, i 1.991 famílies La densitat de població era de 298,6 habitants/km².
Dels 2.754 habitatges en un 40,3% hi vivien nens de menys de 18 anys, en un 50,2% hi vivien parelles casades, en un 16% dones solteres, i en un 27,7% no eren unitats familiars. En el 23,7% dels habitatges hi vivien persones soles el 10,1% de les quals corresponia a persones de 65 anys o més que vivien soles. El nombre mitjà de persones vivint en cada habitatge era de 2,86 i el nombre mitjà de persones que vivien en cada família era de 3,4.
Per edats la població es repartia de la següent manera: un 29,8% tenia menys de 18 anys, un 11% entre 18 i 24, un 31,1% entre 25 i 44, un 18,1% de 45 a 60 i un 10% 65 anys o més.
L'edat mediana era de 31 anys. Per cada 100 dones de 18 o més anys hi havia 134,6 homes.
La renda mediana per habitatge era de 29.741$ i la renda mediana per família de 35.825 $. Els homes tenien una renda mediana de 28.365 $ mentre que les dones 20.698 $. La renda per capita de la població era de 12.340 $. Aproximadament el 17,5% de les famílies i el 20,9% de la població estaven per davall del llindar de pobresa.

## Poblacions properes
El següent diagrama mostra les poblacions més properes.